# Alexander Jewgenjewitsch Soldatenkow
Alexander Jewgenjewitsch Soldatenkow (russisch Александр Евгеньевич Солдатенков; * 28. Dezember 1996) ist ein russischer Fußballspieler.

## Karriere

### Verein
Soldatenkow begann seine Karriere bei Tschertanowo Moskau. Zur Saison 2014/15 rückte er in den Kader der ersten Mannschaft des Drittligisten. In seiner ersten Spielzeit in der Perwenstwo PFL kam er zu 24 Einsätzen. In der Saison 2015/16 absolvierte er 23 Partien, in der Saison 2016/17 21. In der Saison 2017/18 führte er Tschertanowo als Kapitän zum Aufstieg in die Perwenstwo FNL, in der Aufstiegssaison stand er 24 Mal am Feld.
Nach dem Aufstieg gab Soldatenkow im Juli 2018 gegen Rotor Wolgograd sein Zweitligadebüt. In seiner ersten Zweitligaspielzeit absolvierte der Innenverteidiger 37 Partien. In der COVID-bedingt abgebrochenen Saison 2019/20 kam er zu 26 Einsätzen. Im August 2020 wechselte er innerhalb der Liga zu Krylja Sowetow Samara.
Für Samara kam er in der Saison 2020/21 zu 35 Zweitligaeinsätzen, mit dem Team stieg er zu Saisonende in die Premjer-Liga auf. Im Juli 2021 debütierte er dann gegen Achmat Grosny in der höchsten Spielklasse. Bis zum Ende der Saison 2021/22 absolvierte er 23 Partien in der Premjer-Liga.

### Nationalmannschaft
Soldatenkow debütierte im November 2022 in einem Testspiel gegen Tadschikistan für die russische A-Nationalmannschaft.